# Josef Quatram
Josef „Sepp“ Quatram  (Lebensdaten unbekannt) war ein deutscher Fußballspieler.

## Sportlicher Werdegang
Quatram gehörte dem Duisburger SpV an. Für den Klub nahm er mindestens in der Spielzeit 1920/21 in der vom Westdeutschen Spiel-Verband ausgetragenen Meisterschaft teil und qualifizierte sich mit dem Klub als West-Meister für die Deutsche Meisterschaftsendrunde 1920/21. Dort schied die Mannschaft im Semifinale gegen den späteren Vizemeister Vorwärts 90 Berlin aus. Er hatte ein Endrundenspiel bestritten.